# Palisade (Nebraska)
Palisade é uma vila localizada no estado americano de Nebraska, no Condado de Hayes e Condado de Hitchcock.

## Demografia
Segundo o censo americano de 2000, a sua população era de 386 habitantes.
Em 2006, foi estimada uma população de 372, um decréscimo de 14 (-3.6%).

## Geografia
De acordo com o United States Census Bureau, a localidade tem uma área de 0,9 km², sem área coberta por água. Palisade localiza-se a aproximadamente 841 m acima do nível do mar.

## Localidades na vizinhança
O diagrama seguinte representa as localidades num raio de 24 km ao redor de Palisade.